# Fiodor Jarygin
Fiodor Dmitrijewicz Jarygin, ros. Фёдор Дмитриевич Ярыгин – radziecki oficer.

## Życiorys
Podczas II wojny światowej w stopniu podpułkownika służył w Armii Czerwonej w trakcie walk na froncie wschodnim. O świcie 3 sierpnia 1944 dowodzony przez niego 258 pułk w składzie 140 Syberyjskiej Dywizji Piechoty na lewym skrzydle sforsował rzekę San i wjechał do Sanoka od strony jego północno-wschodnich przedmieść ulicą Jagiellońską. Został komendantem wojennym miasta i wówczas ustanowił swoją komendanturę przy ul. Stanisława Konarskiego w domu położonym naprzeciw miejscowego szpitala. Dzień później, 4 sierpnia nastąpił kontratak niemieckiej 1 Dywizji Pancernej, atakującej transporterami i czołgami od strony wschodniej (od miast Zagórz i Lesko)  i południowej. Ostrzał prowadzili niemieccy fizylierzy. Wówczas w miejscowym szpitalu pozostali radzieccy ranni. Niemcy utrzymali się w mieście kilka dni i według różnych źródeł, po odbiciu Sanoka, pozostawali w mieście: trzy dni, od 3 do 7, 6-7 dni, około tydzień. Po kilku dniach, 9 sierpnia 1944 wojska radzieckie przejęły ponownie miasto. Jarygin kierując Wojenną Komendanturą Miasta Sanoka 10 sierpnia 1944 mianował na stanowisko burmistrza Sanoka Józefa Bubellę. W tym czasie jako pielęgniarka („medsiestra”) w służbie sanitarnej batalionu sanitarnego w Sanoku pracowała jego żona, Maria Francewna Witinska-Jarygina (wraz z innymi radzieckimi siostrami pozostawała w sanockim szpitalu przez kilka dni ponownego zajęcia miasta przez Niemców na początku sierpnia 1944; wówczas ukrywały się one w przebraniu cywilnym).
W latach 70. zamieszkiwał wraz żoną we Lwowie jako pułkownik w stanie spoczynku.

## Powiązane
W trakcie I wojny światowej podczas okupacji rosyjskiej komendantem placu w Sanoku był Iwan Jarygin (ur. 1887), który zmarł w tym mieście jako jeniec wojenny 17 listopada 1918 i został pochowany na miejscowym cmentarzu wojskowym.